# Попрад
По́прад (словац. Poprad, нем. Deutschendorf, венг. Poprád) — город в северной Словакии, расположенный у подножья Высоких Татр на реке Попрад. Население — около 52 тыс. человек. Недалеко от Попрада расположен важный словацкий аэропорт Попрад-Татры, который является самым высокогорным в Европе.

## История
На территории селения Матеёвце, входящего теперь в состав города Попрад, в гробнице конца IV века нашли кости мужчины 25-30 лет, который умер от гепатита B.
Современный город возник объединением пяти спишских поселений:
- Попрад
- Велька
- Кветница
- Матейовце
- Страже под Татрами
- Спишска-Собота

Сам Попрад был впервые упомянут в 1256 году, население было в основном немецким. В 1312—1772 годах Попрад наряду с прочими спишскими городами был отдан в качестве задатка за королевский долг Польше.
В 1692 году здесь была основана бумажная фабрика.
В 1871 году здесь была проложена железная дорога. В 1927 году население Попрада превысило население Спишской-Соботы и региональный центр был перенесён сюда.
с 1938 по 1945 Чехословакия была захвачена, разделена и оккупирована гитлеровской Германией, Польшей и Венгрией.
В 1945 году новые чехословацкие власти лишили немецкое и венгерское население Спиша и других регионов Словакии прав гражданства, свезли их в концентрационный лагерь близ станции Попрад, а затем депортировали выживших в Германию, Австрию и Венгрию. На их место переселили словаков.

## Население
| Год:                | 1994   | 2004    | 2014    | 2024    |
| ------------------- | ------ | ------- | ------- | ------- |
| Количество человек: | 54 803 | 55 404  | 52 316  | 48 352  |
| Разница:            |        | +1,09 % | −5,57 % | −7,57 % |

## Спорт
В городе находится хоккейный клуб «Попрад» (выступает в первенстве Словакии) и находился «Лев» (в сезоне 2011/12 выступал в КХЛ), позже переехавший в Прагу. Также существует и одноимённый футбольный клуб.

## Известные уроженцы, жители
Мартин Кульга — словацкий хоккеист, правый нападающий, в составе национальной сборной Словакии провел 41 матч (12 голов).

## Достопримечательности
- Готико-ренессансный ансамбль городской части Спишска-Собота
- Собор Св. Эгидия
- Главные воздушные ворота Словакии — аэропорт Попрад-Татры